# Zonosemata cocoyoc
Zonosemata cocoyoc är en tvåvingeart som beskrevs av Bush 1965. Zonosemata cocoyoc ingår i släktet Zonosemata och familjen borrflugor. Inga underarter finns listade i Catalogue of Life.